# Singkil (kabupatenhuvudort i Indonesien)
Singkil är en kabupatenhuvudort i Indonesien.   Den ligger i provinsen Aceh, i den västra delen av landet, 1 400 km nordväst om huvudstaden Jakarta. Singkil ligger 5 meter över havet och antalet invånare är 46 800.
Terrängen runt Singkil är mycket platt. Havet är nära Singkil åt sydväst.  Det finns inga andra samhällen i närheten. Omgivningarna runt Singkil är en mosaik av jordbruksmark och naturlig växtlighet.